# Jeanne Birdsall
Jeanne Birdsall (Filadelfia, 1951) è una scrittrice statunitense specializzata in letteratura per ragazzi.

## Biografia
Nata a Filadelfia nel 1951, vive e lavora con il marito a Northampton, nel Massachusetts.
Dopo gli studi all'Università di Boston e al California College of Arts and Crafts, si è dedicata alla fotografia esponendo le sue opere allo Smithsonian e al Philadelphia Museum of Art.
Ha esordito nella narrativa per ragazzi nel 2005, a 54 anni, con La magica estate delle sorelle Penderwick, prima avventura delle 4 sorelle protagoniste di altri 5 romanzi e ha pubblicato altri 3 libri illustrati per bambini.

## Opere principali

### Serie Sorelle Penderwick
- La magica estate delle sorelle Penderwick (The Penderwicks: A Summer Tale of Four Sisters, Two Rabbits, and a Very Interesting Boy, 2005), Milano, Piemme, 2007 traduzione di Simona Mambrini ISBN 978-88-384-3694-9.
- Le sorelle Penderwick alla riscossa (The Penderwicks on Gardam Street, 2008), Milano, Piemme, 2012 traduzione di Simona Mambrini  ISBN 978-88-566-0223-4.
- The Penderwicks at Point Mouette (2011)
- The Penderwicks in Spring (2015)
- The Penderwicks At Last (2018)

### Altri romanzi
- Flora's Very Windy Day (2010)
- Lucky and Squash (2012)
- My Favorite Pets (2016)

## Premi e riconoscimenti
- National Book Award per la letteratura per ragazzi: 2005 vincitrice con La magica estate delle sorelle Penderwick[6]